# Tuczno (osada w województwie kujawsko-pomorskim)
Tuczno – dawna osada w Polsce położona w województwie kujawsko-pomorskim, w powiecie inowrocławskim, w gminie Złotniki Kujawskie.
Wraz z miejscowościami Popowiczki, Helenowo i Podgaj tworzy sołectwo Tuczno. W tej samej gminie leży także wieś o nazwie Tuczno.
W latach 1975–1998 miejscowość położona była w województwie bydgoskim.
Nazwę zniesiono z 2023 r.
Do 2006 r.  w miejscowości funkcjonowała cukrownia.